# Чирковиці
Чирковиці (рос. Чирковицы) — присілок у Волосовському районі Ленінградської області Російської Федерації.
Населення становить 48 осіб. Належить до муніципального утворення Бегуницьке сільське поселення.

## Історія
Від 1 серпня 1927 року належить до Ленінградської області.

## Населення
| 1838 | 1862 | 1997 | 2007 | 2010 | 2013 | 2017 |
| ---- | ---- | ---- | ---- | ---- | ---- | ---- |
| 184  | ↘135 | ↘44  | ↗67  | ↘60  | ↘58  | ↘48  |